# Funder Kirkeby
Funder Kirkeby – miasto w Danii, w regionie Jutlandia Środkowa, w gminie Silkeborg.